# Свецький повіт
Свецький повіт (пол. powiat świecki) — один з 19 земських повітів Куявсько-Поморського воєводства Польщі.
Утворений 1 січня 1999 року в результаті адміністративної реформи.

## Загальні дані
Повіт знаходиться у північній частині воєводства.
Адміністративний центр — місто Свецє.
Станом на 1.01.2008 населення становить 97 037 осіб, площа 1474,24 км².

## Демографія
Демографічні дані повіту станом на 30.06.2005:
|       | Всього | Всього | Жінки  | Жінки | Чоловіки | Чоловіки |
| ----- | ------ | ------ | ------ | ----- | -------- | -------- |
|       | осіб   | %      | осіб   | %     | осіб     | %        |
| Повіт | 97 130 | 100    | 49 621 | 51,1  | 47 509   | 48,9     |
| Міста | 32 089 | 100    | 16 764 | 52,2  | 15 325   | 47,8     |
| Села  | 65 041 | 100    | 32 857 | 50,5  | 32 184   | 49,5     |